# Krinolína

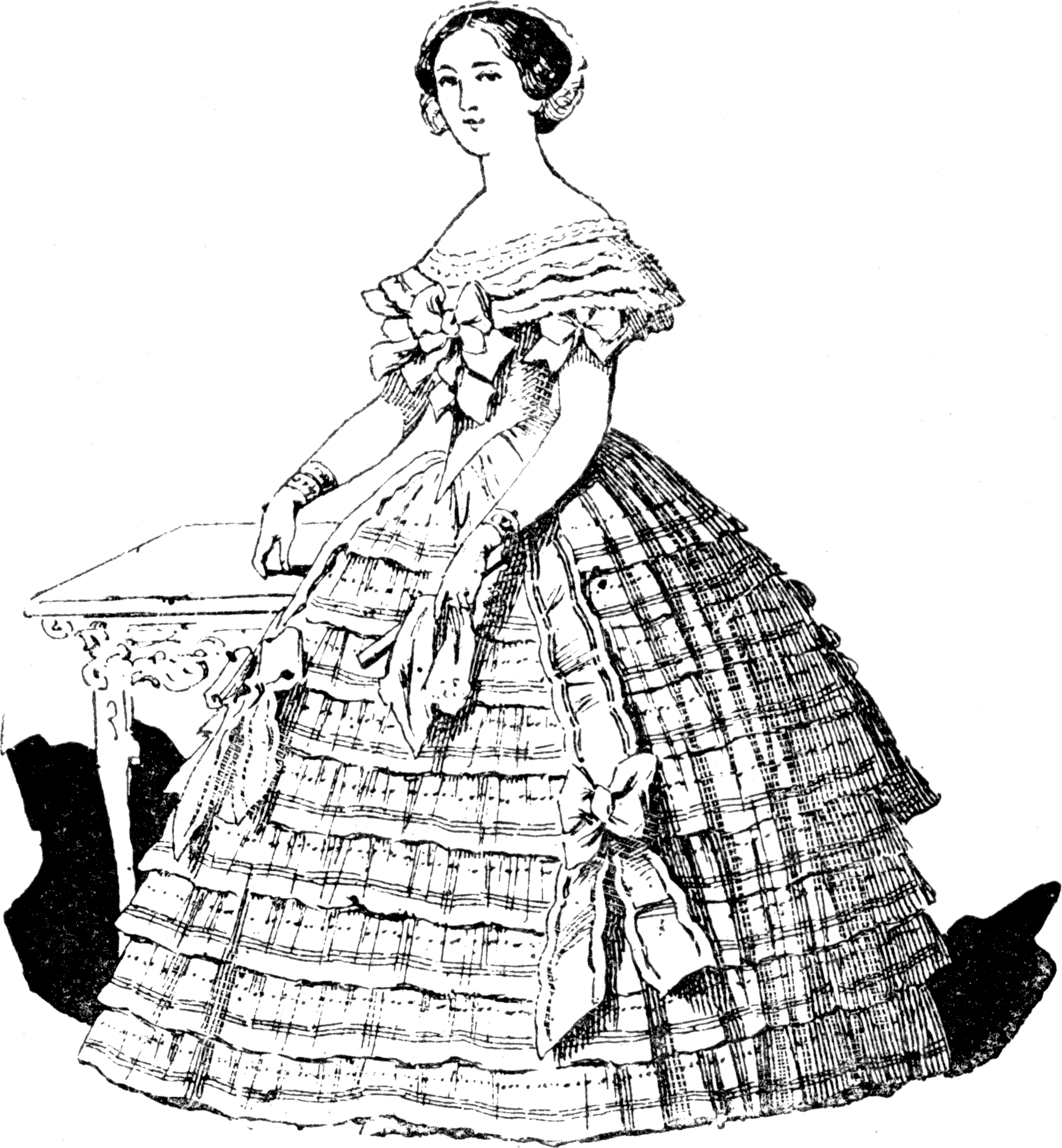
Dáma v krinolině na kresbě z módního časopisu z roku 1865

Krinolína byla původně silně naškrobená látka s útkem z koňských žíní a bavlněnou či lněnou osnovou. Tato tkanina se poprvé objevila kolem roku 1830, ale od roku 1850 název krinolína již označoval škrobenou spodničku nebo sukni vyztuženou ocelí určenou k vytvarování sukně ženských šatů do požadovaného tvaru. Vzhledem i funkcí se podobá dřívějším spodničkám.

## Etymologie
Název krinolína vymyslel jeden z textilních výrobců tak, že složil latinská slova crinis (vlasy) a linum (len). Alternativní původ slova je vykládán jako kombinace francouzských slov crin (koňské žíně) a lin (opět len).

## Historie krinolíny

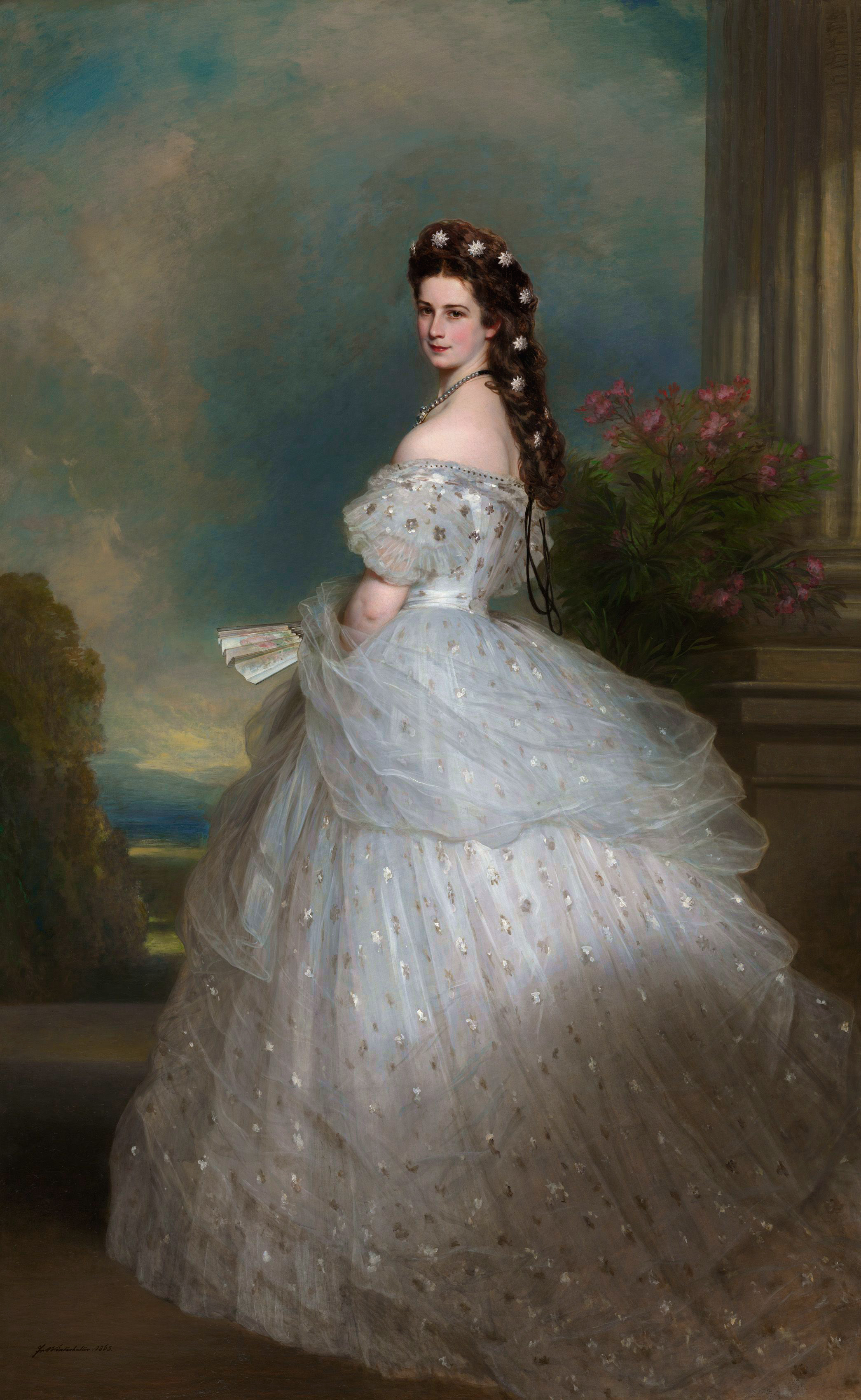
Jedna z nejznámějších nositelek krinoliny – rakouská císařovna Sissi na portrétu F. X. Winterhaltera z roku 1865

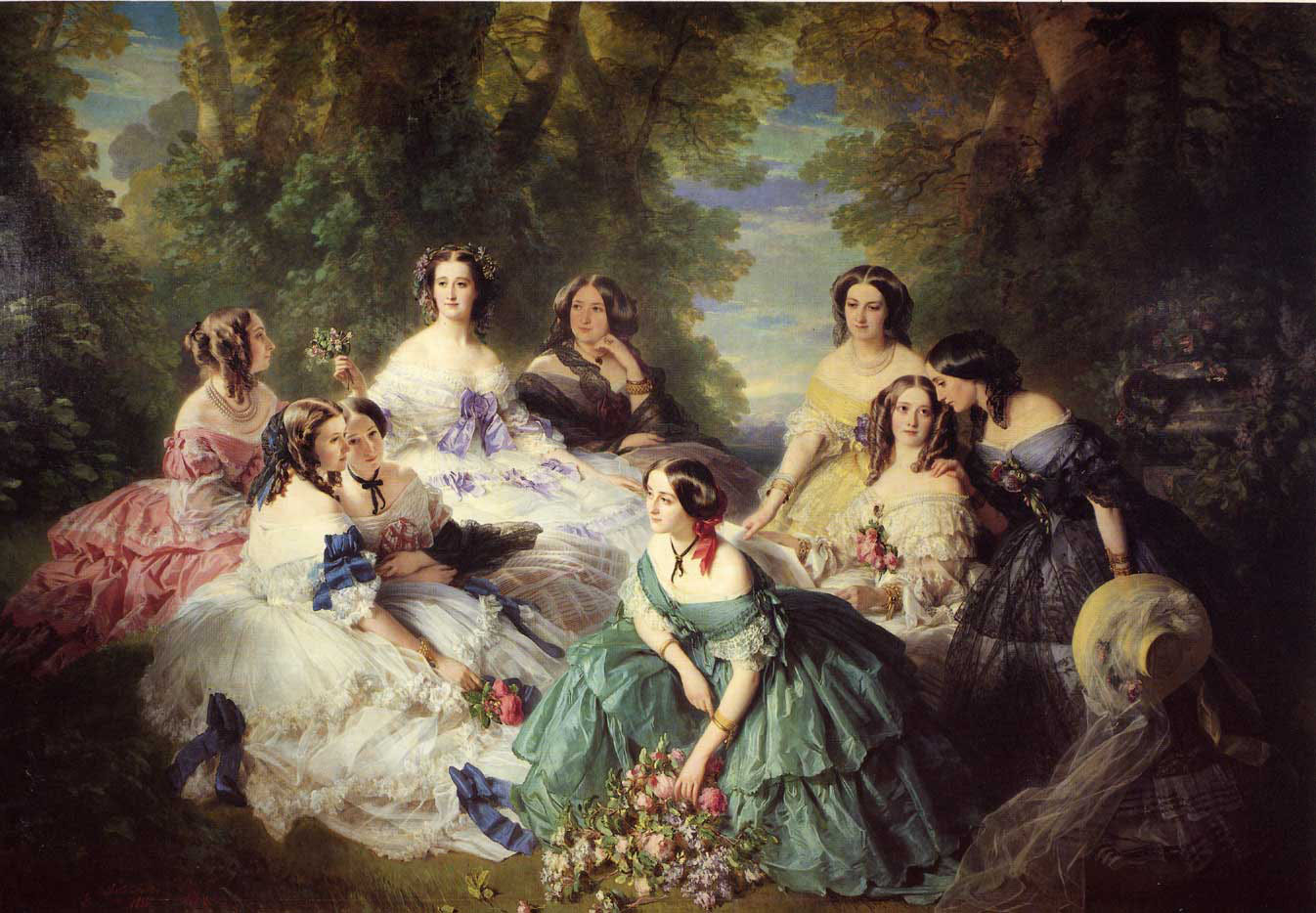
Francouzská císařovna Evženie se svými dvorními dámami na obraze F. X. Winterhaltera

Krinolína nebyla prvním příslušenstvím určeným k vytvarování sukně nositelky do požadovaného tvaru; spodnička se v různých podobách nosila od pozdního 15. století až do počátku 17. století a košová sukně v 18. století. Tyto velmi formální a propracované styly se však nosily výhradně u královského dvora a ve vyšších vrstvách společnosti. Po Velké francouzské revoluci Francie zavrhla komplikované styly oblíbené u královské rodiny, dvora a šlechty. Pařížská móda měla velký vliv a přejímala ji většina západoevropských zemí.
Pod vlivem novoklasicismu se v ženské módě prosadila empírová silueta, jednoduchý styl založený na oděvech starověkého Řecka a starořímské tógy. Sukně byly rovné a úzké, nosila se jen malá nebo žádná spodnička. Tato silueta se ale dlouho neudržela. Sukně se začaly znovu rozšiřovat a dostávaly tvar kužele. Kolem roku 1810 se opět začaly používat výztuže a v roce 1820 se sukně ještě rozšířily. Jejich šířku často ještě umocňovala vycpávka v zadní části sukně. Ta ale vždy nedostačovala a nosily se na ní ještě další spodničky.
První krinolíny byly velmi silně naškrobené spodničky nebo byly přímo ušity z krinolínové textilie. Často měly ještě volány pro dosažení požadované šířky. Látka šatů byla sice těžká, ale sama o sobě nedržela tvar, což mohlo efekt spodničky snižovat. Pro ještě větší objem a tuhost se kolem lemu přidávaly kruhy šňůr nebo mašlí. Kolem roku 1830 začaly ženy nosit spodničky s obručemi nebo kosticemi kolem spodního okraje. První sukni s obručemi si nechal v USA v roce 1846 patentovat David Hough, Jr., pod číslem 4.584. V roce 1858 byla IRJ Mannem rovněž v USA patentována první klecová spodnička pod č. 20.681.

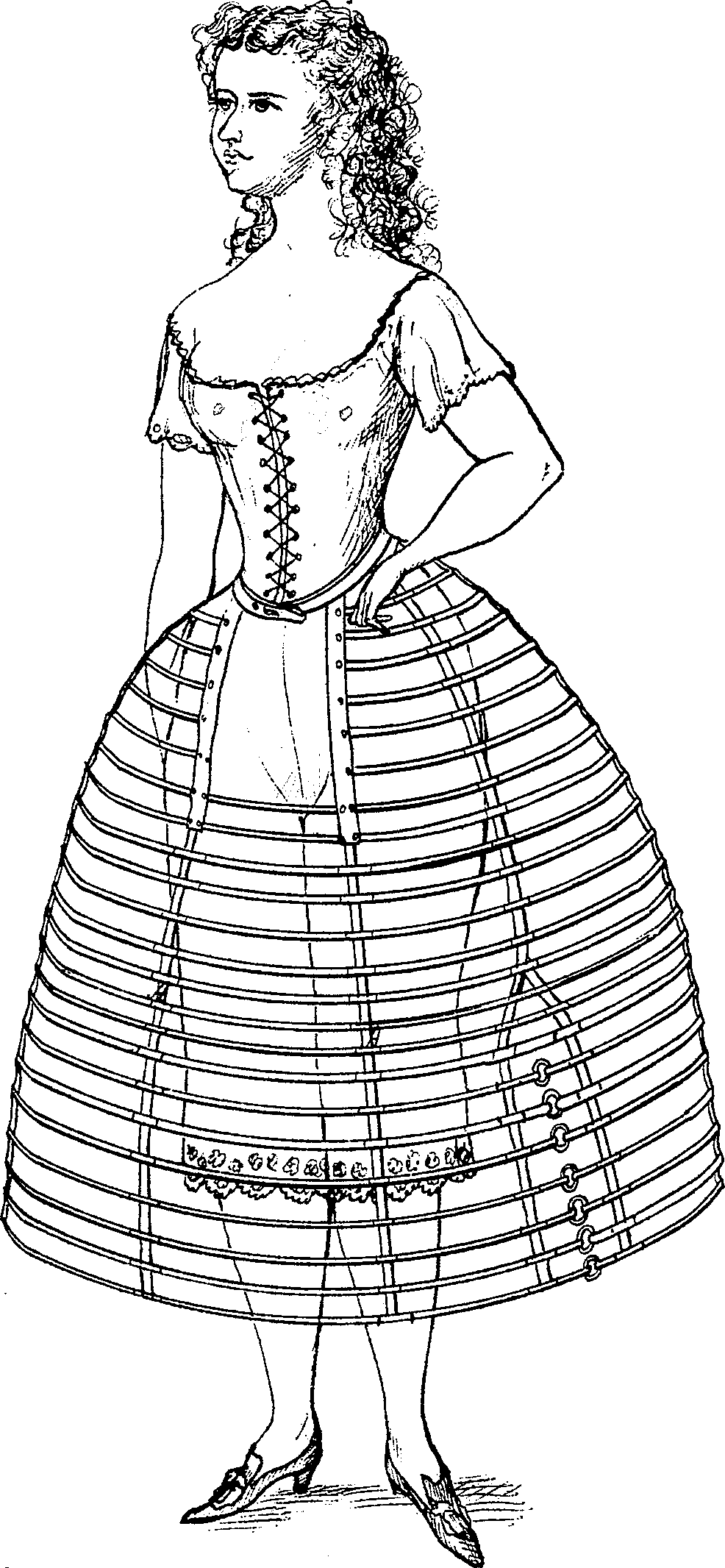
Patentovaná krinolína

V roce 1858 velmi usnadnil vývoj klecové krinolíny Američan W. S. Thomson tím, že přidal očko umožňující spojit ocelové výztuže krinolíny se stuhou uvázanou v pase. Vynález byl patentován ve Spojených státech (patent US21581), Francii (patent FR41193) a Spojeném království (patent GB1204/1859). Tento vynález umožnil rozvoj módní siluety od kužele do kupolovitého tvaru. Nebyl to příliš originální nápad; Thomson se pravděpodobně inspiroval neuzavřenými klecemi nebo rámovými konstrukcemi spodniček a zadních vycpávek sukní.
Klecová krinolína byla přijata s nadšením: mnohočetné spodničky, zvláště ty škrobené a vyztužené, byly těžké, objemné a celkově velmi nepohodlné. Klecová krinolína byla lehká; stačila jedna nebo dvě spodničky nošené přes sebe, aby pruhy ocelové výztuže nebyly na svrchní sukni vidět a spodničky se nemotaly mezi nohy. Na rozdíl od dřívějších spodniček a košových sukní nosily krinolínu ženy všech společenských vrstev. Spolu se širším oběhem časopisů a novin se šířily i módní novinky a podněcovaly poptávku, kterou uspokojovala masová výroba.

## Problémy s krinolínou
Krinolína byla terčem mnoha vtipů a satiry, zejména v časopise Punch. Viktoriánští reformátoři ji odmítali; upozorňovali na klecový tvar sukní a prohlašovali jej za efektivní věznění žen. Vzhledem k tomu, že krinolína mohla mít šířku až 180 cm, lze si snadno představit potíže s procházením dveřmi, vystupováním z kočárů a obecně s pohybem v tak velkém příslušenství. Ačkoliv musela být krinolína dostatečně vyztužená, přece jen byla částečně ohebná. Pružinová ocel umožňovala vyrábět výztuže lisováním ve formách.
Dalším problémem byla potenciální nevhodnost krinolíny. Její lehkost byla požehnáním i prokletím, protože závan větru nebo kopnutí mohl krinolínu rozhoupat a odhalit tak nohy své nositelky. Ještě horší bylo případné zakopnutí, které zvedlo celou sukni. Třetím problémem byl tlak, ale těsný vyztužený korzet jej lépe rozložil. Mohlo být obtížné se posadit: pokud nositelka krinolíny důkladně nerozprostřela své sukně, celá konstrukce se jí zdvihla přímo do obličeje. Tato nehoda, která obvykle pobavila přítomné, byla často zobrazována v dobových komediích.

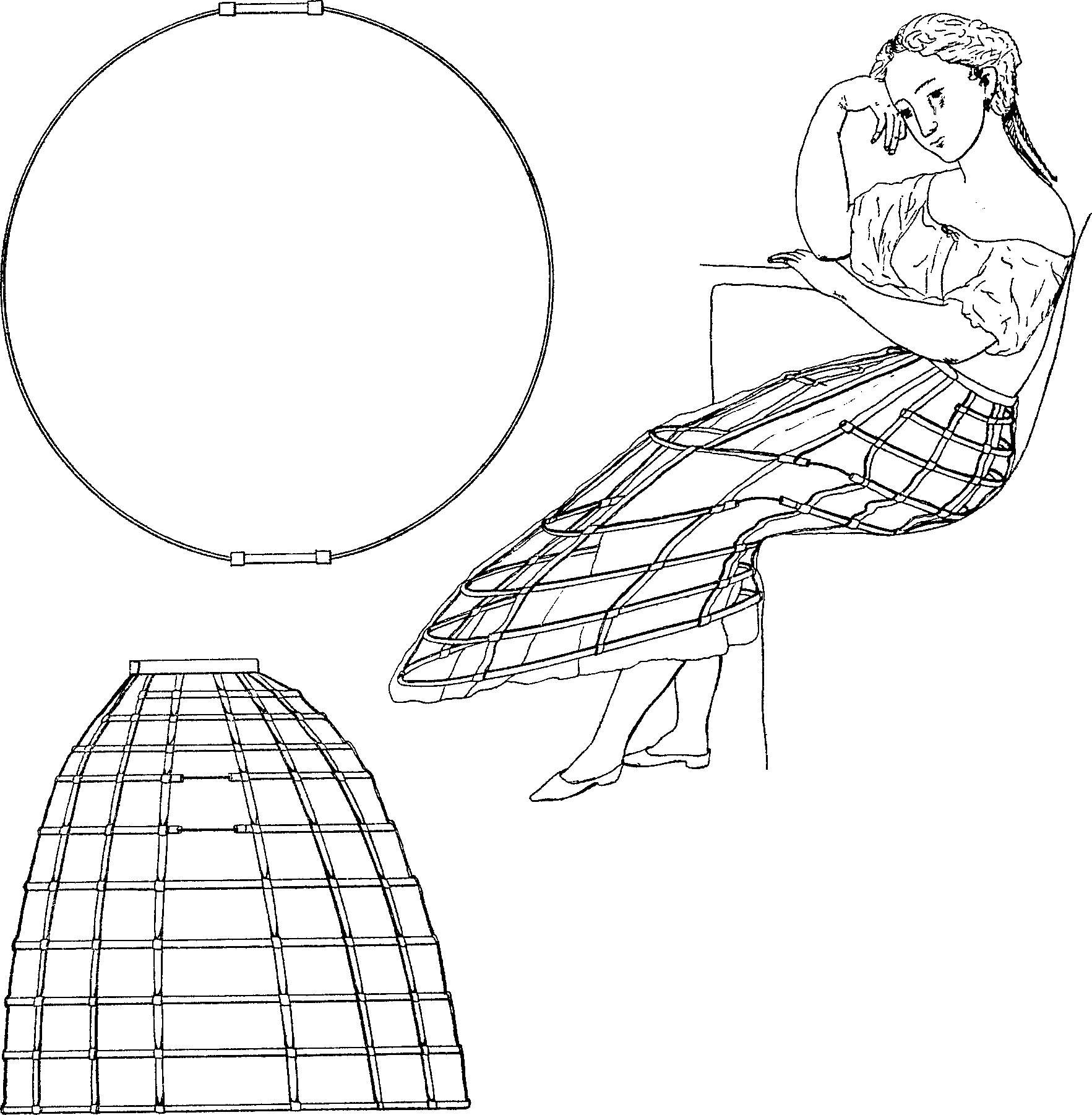
Sezení v krinolíně
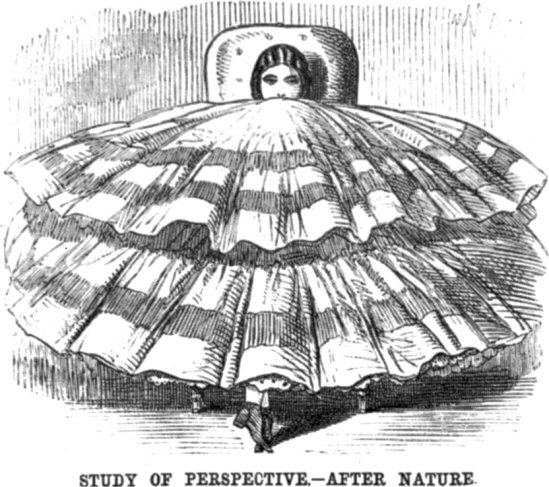
Sezení v krinolíně
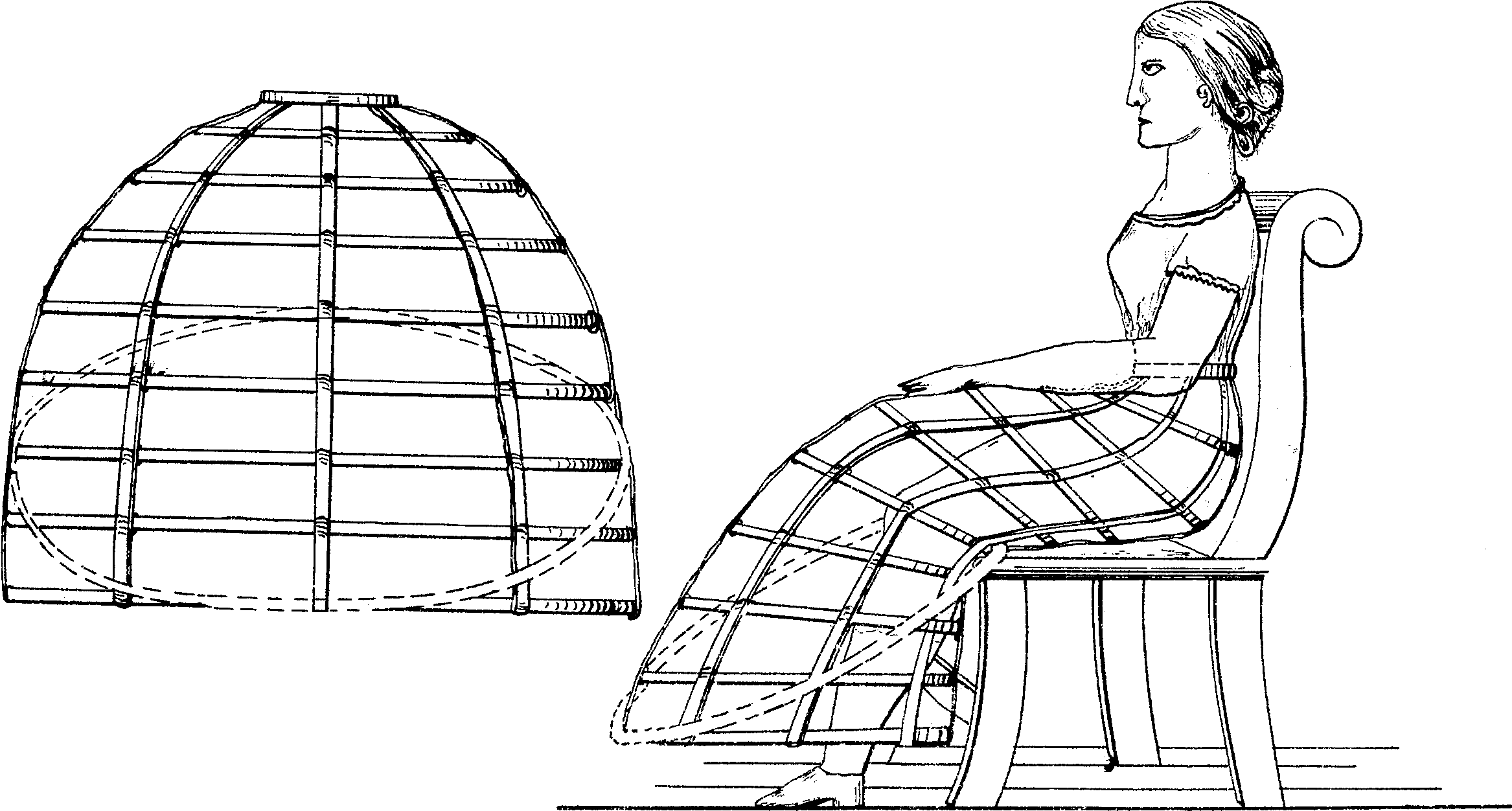
Sezení v krinolíně
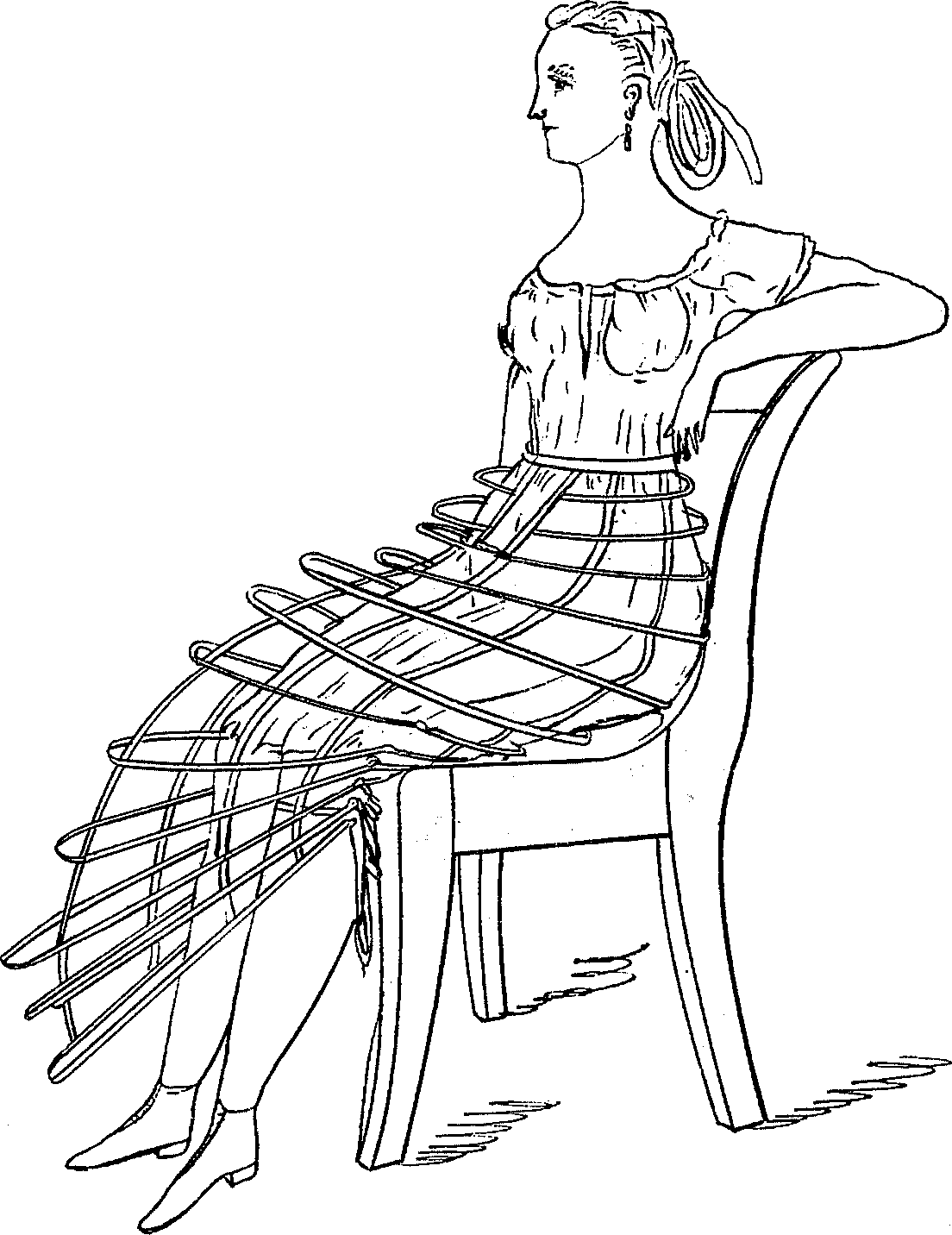
Sezení v krinolíně
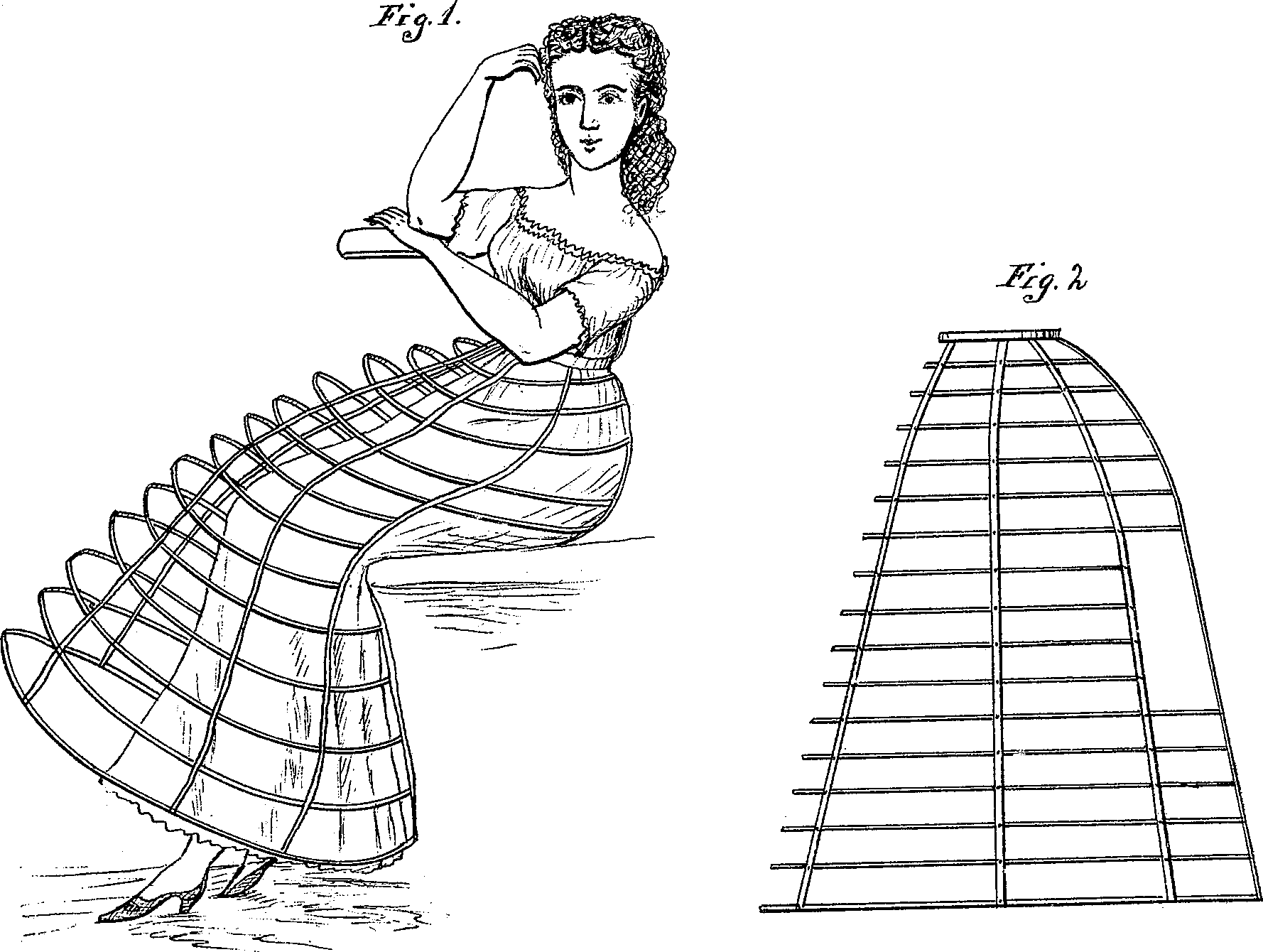
Sezení v krinolíně
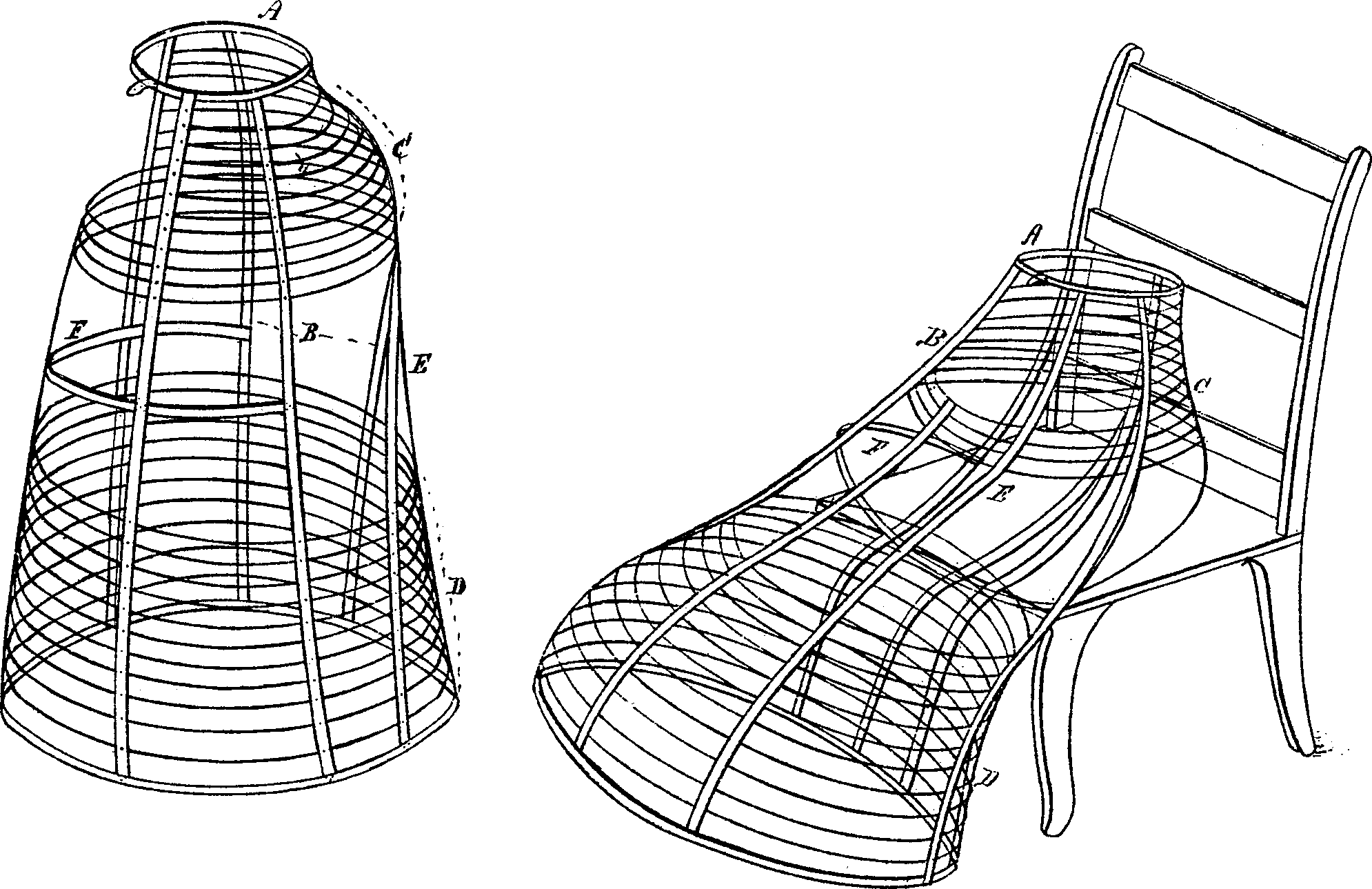
Sezení v krinolíně

Největším problémem krinolíny byla její nebezpečnost v některých situacích. Kvůli její velikosti neměla nositelka často přehled, kde přesně se nacházejí spodní okraje. Bylo to nepohodlné a nepříjemné a služebné v krinolínách jimi často shodily vázu nebo pohár, zatímco u pracovnic v továrnách hrozilo zachycení krinolíny strojem, jehož následkem mohlo být vtažení do pohyblivých částí, její rozdrcení a smrt nositelky. Krinolíny také velmi snadno hořely: částečně kvůli cirkulaci vzduchu pod nimi a částečně kvůli tomu, že módní látky – bavlna a hedvábí – byly vysoce hořlavé.
Nicméně v jednom případě krinolína dokonce zachránila život. Sarah Ann Henley v roce 1885 skočila z Cliftonského mostu v Bristolu kvůli hádce s milencem, ale pád z výšky přes 70 m přežila díky svým sukním, které se roztáhly jako padák a její pád zpomalily.

## Odmítnutí krinolíny

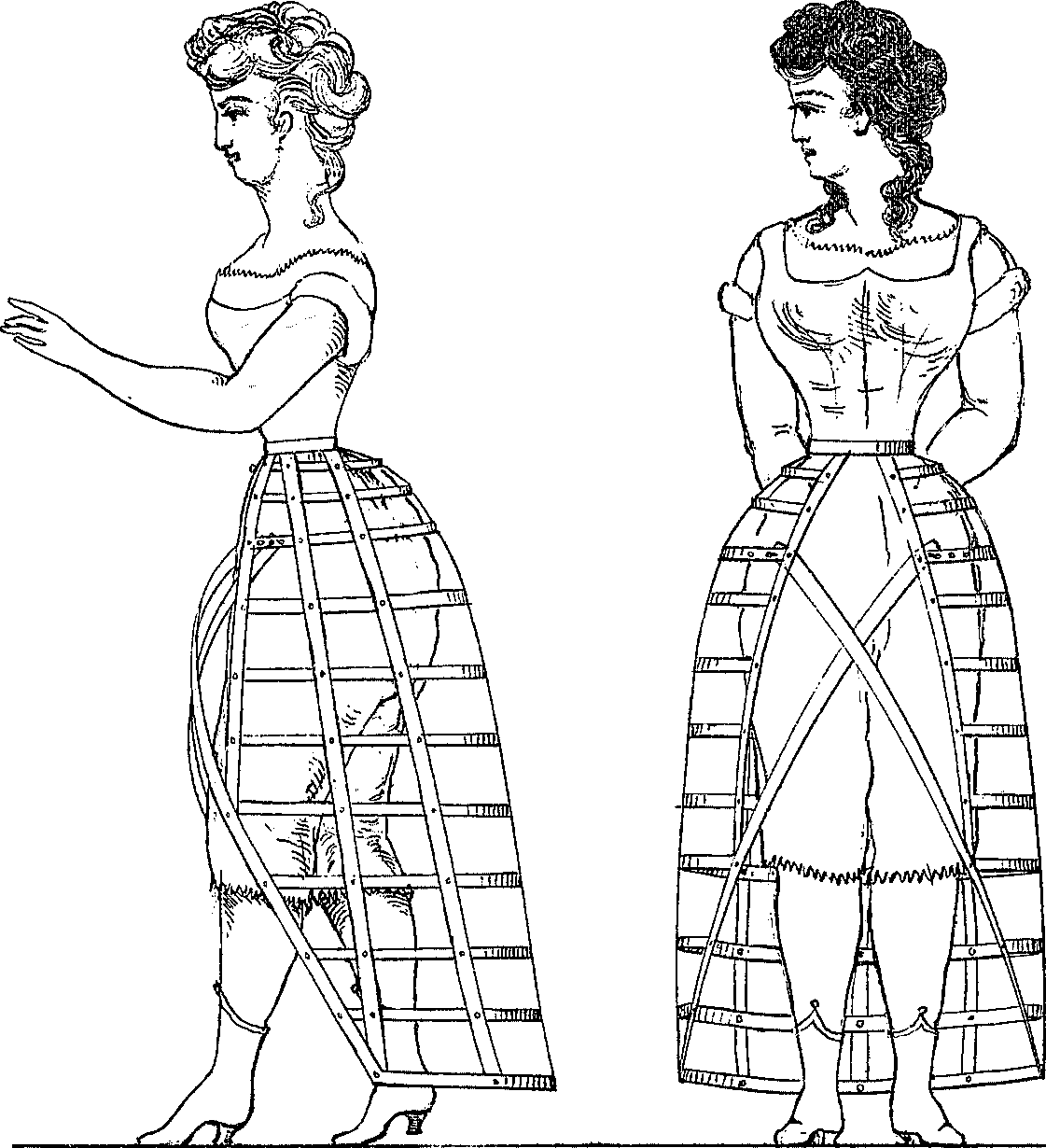
Turnýra

Krinolína dosáhla svých největších rozměrů kolem roku 1860. Módní silueta ale nezůstala dlouho stejná, takže se tyto sukně začaly stahovat z výsluní. Kolem roku 1864 se tvar krinolíny začal měnit. Od kupolovitého tvaru se přední a boční část sukně začala zmenšovat a zůstávala objemná pouze vzadu. Spodnička tohoto typu se nazývala turnýra, česky též honzík. Klecová konstrukce byla stále ještě posazená v pase a vzadu se směrem dolů rozšiřovala. Turnýra byla rychle nahrazena vycpávkou, která plně stačila k vyzdvihnutí zadní části sukně a vlečky.

## Krinolína v současnosti
Krinolíny se dnes stále nosí. Obvykle jsou součástí formálních oděvů, například večerních nebo svatebních šatů. Objem sukní již není tak velký jako ve viktoriánské době, proto jsou moderní krinolíny tvořeny jen několika vrstvami tuhé látky s rozšiřujícími volány. Případné výztuže v krinolínách se dnes vyrábějí z plastu nebo nylonu, jsou proto levné, lehké a pružné.
S příchodem trendu opulentních svateb a grandiózních svatebních šatů zažily krinolíny svůj návrat. Jejich první samostatnou kolekci inspirovanou krinolínami navrhla Vivienne Westwoodová. Kolekce nazvaná Mini Crini ukázala kratší krinolínové sukně s pružnými plastovými výztužemi.